# Batalla de Petrovaradin

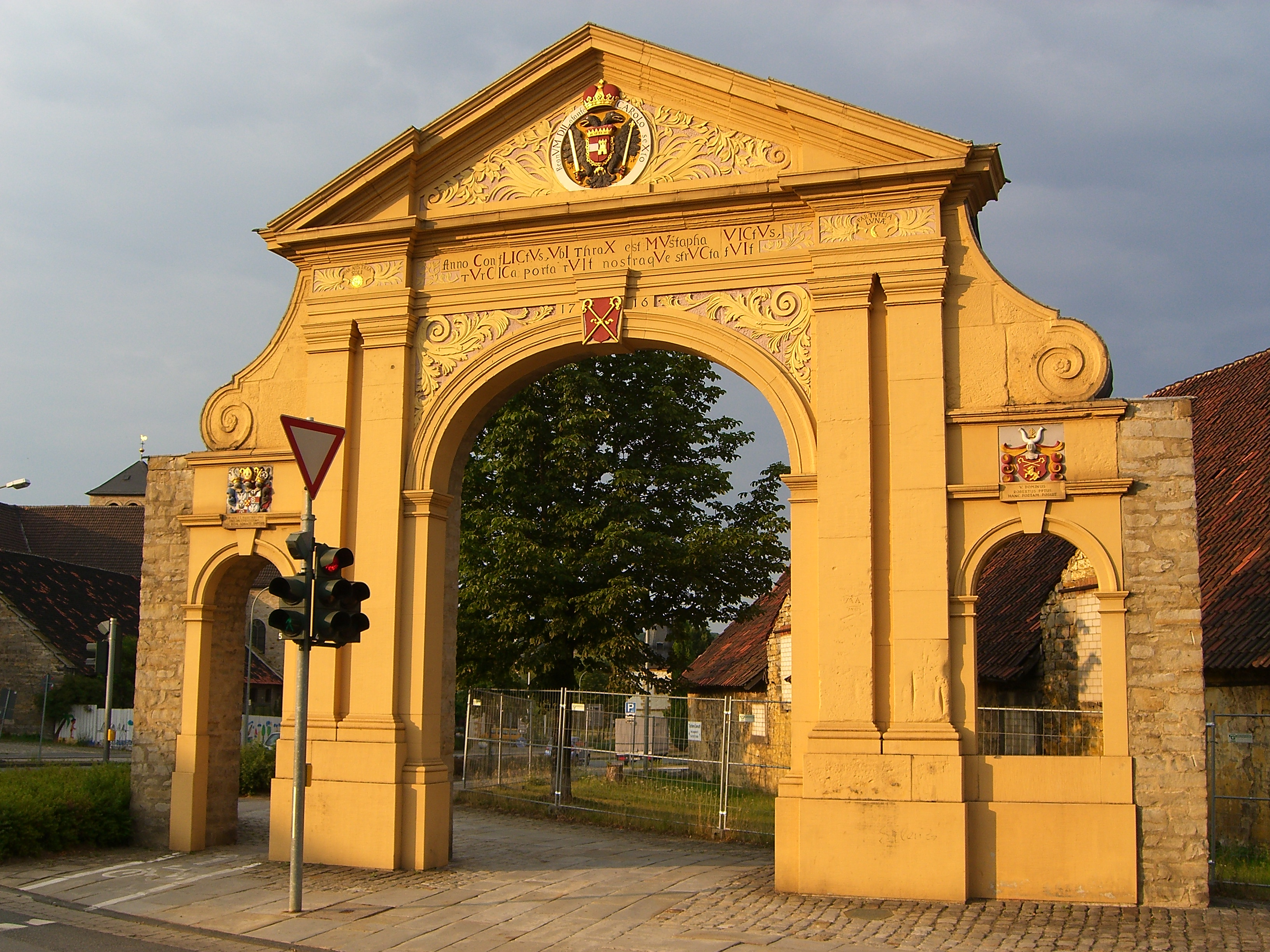
La Türkentor (‘Puerta de los turcos’), en Helmstedt (Baja Sajonia), construida en 1716 para conmemorar la victoria sobre los turcos en la batalla de Petrovaradin.

La batalla de Petrovaradin se libró el 5 de agosto de 1716 entre el ejército imperial austriaco y tropas otomanas en el marco de la tercera Guerra austro-turca (1716-1718).

## Antecedentes
El Gran Visir Damad Ali había reunido en 1716 un ejército de 150.000 soldados cerca de Belgrado, entre los que destacaban 40.000 jenízaros, 20.000 cipayos y 10.000 tártaros. El Príncipe Eugenio de Saboya decidió salir a contenerles en Petrovaradin habida cuenta de su favorable posición estratégica, donde había mandado instalar un campamento atrincherado al abrigo de la fortaleza de Petrovaradin propiamente dicha. Partió de Futog, a 10 km de Petrovaradin, al mando de 80.000 soldados imperiales.
El 2 de agosto de 1716 se produjeron los primeros combates entre la vanguardia imperial y la caballería turca. Al día siguiente, el Gran Visir se encontraba ya frente a Petrovaradin y lanzó a 30.000 jenízaros contra las posiciones imperiales, los cuales cavaron trincheras y empezaron a bombardear las fortificaciones.
El grueso del ejército imperial cruzó el Danubio por dos puentes de barcas la noche del 4 al 5 de agosto.

## Desarrollo de la batalla
El Príncipe Eugenio de Saboya inició el ataque a las 7 de la mañana del 5 de agosto. Mientras el ala derecha al mando del Príncipe Carlos Alejandro de Wurtemberg tomaba al asalto una batería otomana, el centro de las tropas imperiales se vio en aprietos, pues el despliegue era lento a causa de las estrechas salidas con que contaba el campamento. Los jenízaros pasaron rápidamente al contraataque y les hicieron retroceder al campamento. El Príncipe Eugenio de Saboya pudo contener la retirada con fuerzas de refresco, y la caballería atacó a los turcos por los flancos. El Gran Visir no consiguió romper el cerco con los cipayos y reorganizar a sus tropas. Los tártaros incluso retiraron sin haber combatido.
Después de que los otomanos en retirada fueran aniquilados, el Príncipe Eugenio de Saboya se puso personalmente al frente de sus soldados para atacar el campamento del Gran Visir. Con el apoyo de los cañones de seis fragatas de su flota, la batalla terminó a las 2 de la tarde con la victoria total. El Gran Visir se hallaba entre los caídos. Apenas 50.000 hombres del ejército otomano lograron huir a Belgrado.
- Datos: Q690391
- Multimedia: Battle of Petrovaradin / Q690391